# 瓜達露佩聖母
瓜達露佩聖母（西班牙語：Nuestra Señora de Guadalupe）是天主教為聖母瑪利亞封的頭銜，指的是在墨西哥一聖母畫像顯靈中的聖母。這個畫像被保存在墨西哥城的瓜達露佩聖母聖殿。教宗良十三世在1895年10月12日為此畫像加冕。